# كارلوس مانويل دي سيسبيدس
كارلوس مانويل دي سيسبيدس كان بطلاً ثورياً كوبياً وأول رئيس لكوبا المسلحة عام 1868. حرر سيسبيديس، صاحب مزرعة في كوبا، عبيده وأعلن استقلال كوبا عام 1868، مما أشعل فتيل حرب السنوات العشر (1868-1878). كانت هذه أول حرب استقلال من ثلاث حروب، أدت الثالثة منها، حرب الاستقلال الكوبية، إلى نهاية الحكم الإسباني عام 1898، ثم إلى استقلال كوبا عام 1902.
بفضل أفعاله التي أدت إلى استقلال كوبا في نهاية المطاف، ووفاة ثلاثة من أبنائه خلال نضاله الطويل من أجل الاستقلال، يُعرف هناك باسم "أبو الوطن".